# Єгоров Михайло Олексійович
Михайло Олексійович Єгоров (рос. Михаил Алексеевич Егоров, 5 травня 1923 — 20 червня 1975) — Герой Радянського Союзу, сержант Червоної Армії, разом з молодшим сержантом Мелітона Кантарія під керівництвом молодшого лейтенанта Олексія Береста підняв Прапор Перемоги на даху німецького Рейхстагу рано вранці 1 травня 1945 року. 

## Біографія
Народився в селянській родині в селі Єрмошенки Руднянського району Смоленської області РРФСР. Здобув початкову освіту, працював у колгоспі. Під час окупації Смоленської області військами Вермахту вступив в партизанський загін. У діючій армії з грудня 1944 року. Розвідник 756-го стрілецького полку 150-ї стрілецької дивізії 3-ї ударної армії 1-го Білоруського фронту.
Разом з молодшим сержантом Мелітоном Кантарія поставив Прапор Перемоги на даху рейхстагу (за офіційною радянською версією — першим) під час битви за Берлін. Групою керував лейтенант О. П. Берест; він, як і Єгоров і Кантарія, був представлений до звання Героя Радянського Союзу, але нагороджений був лише орденом Червоного Прапора.
За скоєний подвиг йому Указом Президії Верховної Ради СРСР від 8 травня 1946 року присвоєно звання Героя Радянського Союзу з врученням Ордена Леніна та медалі Золота Зірка за № 6972.
На широко відомому ж постановочному фотознімку кореспондента ТАСС Євгена Халдея «Прапор Перемоги над Рейхстагом» 2 травня 1945 року брали участь дагестанець Абдулхакім Ісмаїлов, киянин Олексій Ковальов та Олексій Горичів з Мінська.
До 1947 року залишався в армії. Закінчив радпартшколу в Смоленську. Працював на Руднянському молочноконсервному комбінаті. Загинув 20 червня 1975 року в автомобільній катастрофі.
Скульптор Іван Першудчев створив його скульптурний портрет.

## Нагороди
- медаль «Золота Зірка» № 6972 Героя Радянського Союзу (8.05.1946)
- Орден Леніна (8.05.1946)
- орден Червоного Прапора (19.05.1945)
- Орден Вітчизняної війни II ступеня
- Орден Червоної Зірки
- Орден Слави III ступеня (30.04.1945)
- Медаль «Партизану Вітчизняної війни» I ступеня
- Медаль «В ознаменування 100-річчя з дня народження Володимира Ілліча Леніна»
- Медаль «За перемогу над Німеччиною у Великій Вітчизняній війні 1941–1945 рр..»
- Медаль «Двадцять років перемоги у Великій Вітчизняній війні 1941–1945 рр..»
- Медаль «Тридцять років Перемоги у Великій Вітчизняній війні 1941–1945 рр..»
- Медаль «За взяття Берліна»
- Медаль «50 років Збройних Сил СРСР»

Нагороди НДР:
- Орден «За заслуги перед Вітчизною» I ступеня

## Пам'ять
Похований у місті Смоленську у фортечної стіни в Сквері Пам'яті Героїв.
Його ім'ям названі вулиця в Смоленську та провулок в селищі Монастирщина Смоленської області. На молокомбінаті в місті Рудня і на будинку Героя встановлені меморіальні дошки. Почесний громадянин Смоленська.
З 8 травня 1965 року був Почесним громадянином міста Берліна (позбавлений почесного звання 29 вересня 1992 року).